# Paul Janes
Paul Janes (ur. 11 marca 1912 w Küppersteg, zm. 12 czerwca 1987 w Düsseldorfie) – niemiecki piłkarz, pomocnik. Brązowy medalista MŚ 34.
W reprezentacji Niemiec zagrał 71 razy i strzelił 7 bramek. Debiutował 30 października 1932 w meczu z Węgrami, ostatni raz zagrał w 1942. Podczas MŚ 34 wystąpił w dwóch meczach. Brał udział w MŚ 38.
Był rezerwowym zawodnikiem na igrzyskach olimpijskich w 1936 w Berlinie.
Jego rekord występów w kadrze poprawił dopiero Uwe Seeler. Przez wiele lat był piłkarzem Fortuny Düsseldorf, w 1933 zdobył tytuł mistrza Niemiec. Jego imieniem jest nazwany jeden ze stadionów w tym mieście.